# Temelucha pictilis
Temelucha pictilis là một loài tò vò trong họ Ichneumonidae.